# Dianthidium pudicum
Dianthidium pudicum là một loài Hymenoptera trong họ Megachilidae. Loài này được Cresson mô tả khoa học năm 1879.